# Hermonassa

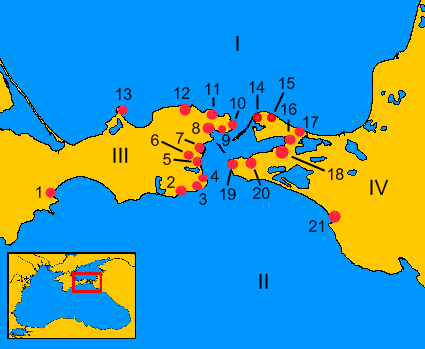
Hermonassa (nr 20) oraz inne miasta i osady południowej części Królestwa Bosporańskiego:
I) Jezioro Meockie (Morze Azowskie)
II) Pontus Euxinus (Morze Czarne)
III) Półwysep Kerczeński (Krym)
IV) Półwysep Tamański
1) Teodozja
2) Kimmerikon
3) Kytaja
4) Akra
5) Nimfajon
6) Iluraton
7) Tyritake
8) Pantikapajon
9) Myrmekjon
10) Partenion
11) Portmion
12) Chersonez Zenonowy
13) Heraklion
14) Achilion
15) Kimmeris
16) Kepoi
17) Tyrambe
18) Fanagoria
19) Korkondama
20) Hermonassa
21) Gorgippia

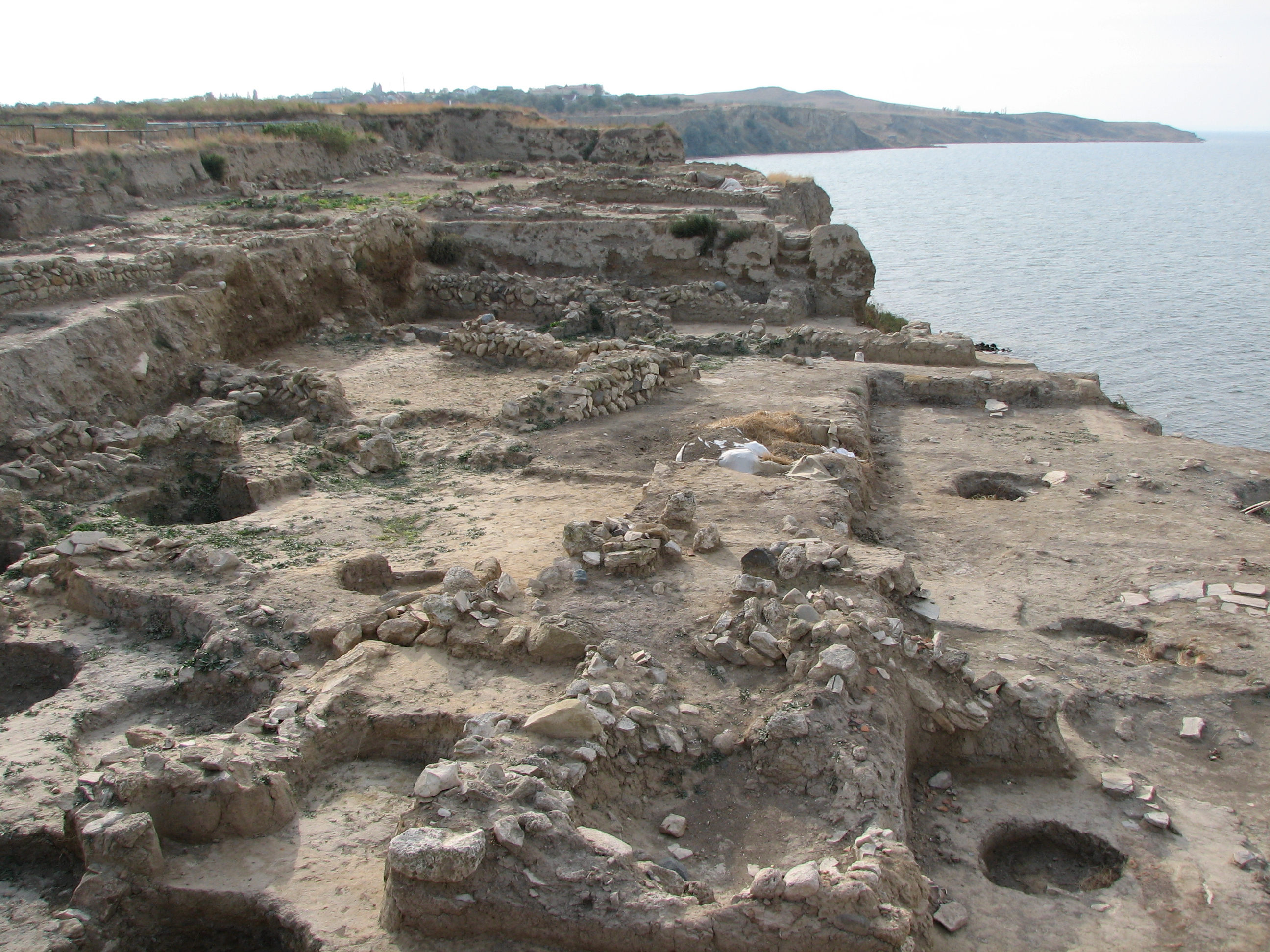
Pozostałości Hermonassy, stan na wrzesień 2008

Hermonassa – starożytne miasto grecko-syndyckie, położone na wyspie u ujścia rzeki Kubań, obecnie na obszernym nadmorskim płaskowyżu o stromych brzegach, częściowo zniszczonym obsunięciami ziemi i pochłoniętym przez morze.

## Początki kolonii
Założone w pierwszej połowie VI wieku p.n.e. Istnieją 2 wersje założenia kolonii:
- wersja Flawiusza Arriana: Kolonię założyli przesiedleńcy eolscy pod przywództwem Semandrosa z Mityleny. Po jego śmierci władzę nad kolonistami przejęła wdowa po nim o imieniu Hermonassa, od której miasto przejęło swoją nazwę.
- wersja Dionizjusza Periegetesa: Kolonię założyli osadnicy jońscy pod przewodnictwem Hermona, na cześć którego nazwano miasto.

## Okres starożytny

### Historia
Od V wieku p.n.e. w składzie Królestwa Bosporańskiego. Do końca V wieku p.n.e. było to najważniejsze miasto bosporańskie w azjatyckiej części Bosporu, później zostało wyprzedzone przez szybko rozwijającą się Fanagorię, mającą lepsze położenie geograficzne. Rozkwit miasta przypadł na IV-III wiek p.n.e. Zniszczone przez pożar w połowie III wieku p.n.e. ożywiło się dopiero w I wieku n.e. W pierwszych wiekach n.e. przez miasto biegły ważne trasy handlowe, pozwalające na nawiązanie kontaktów handlowych między Państwem Bosporańskim a plemionami alańskimi.

### Charakter zabudowy
W VI-V wieku p.n.e. istniały tutaj kamienne domy z piecami i jamami gospodarczymi, służącymi do przechowywania ziarna zbóż, głównie pszenicy i jęczmienia. W centrum miasta odkryto resztki większego budynku o rozmiarach 20 × 10 m, postawionego na kamiennym cokole, który w III wieku p.n.e. był przebudowany. Z I wieku p.n.e. pochodzi placyk o rozmiarach 15 × 15 m, z przylegającymi od północy i wschodu kamiennymi budynkami. Na północ od tego kompleksu odkryto budynek z III-IV wieku p.n.e., z którego zachowały się niższe partie ścian – wschodnia o długości 5 m i północna o długości 18 m. Wykopaliska pokazały, że wiele budowli miasta po 50-100 latach było przebudowywanych. Często burzono je, zasypywano fundamenty, a na ich miejscu budowano nowe budynki według innego planu. Jedne i te same kamienne bloki wykorzystywano wielokrotnie do budowy kolejnych budynków przez stulecia. Domy były jedno i dwupiętrowe, kryte dachówką lub suszoną morską trawą. Liczba pokoi nie przekraczał 5-6, często występowało wewnętrzne podwórze. O planie miasta trudno cokolwiek powiedzieć – wykopaliska objęły dotychczas nie więcej jak 1% jego powierzchni, gdyż na przeszkodzie stoją tu współczesne zabudowania stanicy Tamań.

### Cenniejsze znaleziska

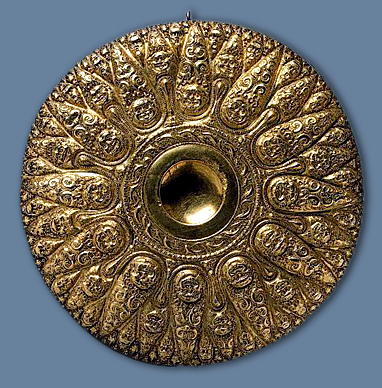
Grecka fiala z IV wieku p.n.e., znaleziona w pobliżu Hermonessy, późniejszego Tmutarakania; zbiory Ermitażu

Do najcenniejszych znalezisk archeologicznych z okresu antycznego zaliczają się: fragmenty marmurowego fryzu z wyobrażeniami gigantów, pochodzące ze świątyni Afrodyty, wybudowanej przez miejscowych mistrzów; skarb złotych monet bosporańskich z IV wieku p.n.e. Na nekropoli odkryto marmurowy sarkofag, posiadający formę greckiej świątyni.

## Okres średniowieczny
Po najeździe Hunów w końcu V wieku miasto odrodziło się jako średniowieczna osada, do budowy której wykorzystywano kamienne bloki z czasów starożytnych. Z tego okresu pochodzi marmurowy kapitel z bizantyjskiej kolumny z V wieku i część wapiennego reliefu z V-VI wieku z wyobrażeniem anioła. Obecność tego reliefu świadczy o istnieniu tutaj świątyni chrześcijańskiej.
W VIII-X wieku znajdowało się tutaj chazarskie miasto Tamatarch, które w X-XIII wieku przyjęło nazwę Tmutarakań, stając się stolicą księstwa tmutarakańskiego.

## Współczesność
Współcześnie pozostałości Hermonassy, częściowo zniszczone za czasów tureckich w trakcie budowy twierdzy, znajdują się pod współczesną zabudową stanicy Tamańskiej. Część miasta antycznego została pochłonięta przez morze i proces ten jest kontynuowany, zagrażając ruinom od strony północnej.
Badania archeologiczne rozpoczęto w latach trzydziestych XX wieku i są kontynuowane do chwili obecnej.